# Shorttrack-Europameisterschaften 2006
Die Shorttrack-Europameisterschaften 2006 waren die 10. Auflage der Shorttrack-Europameisterschaften und fanden vom 20. Januar bis zum 22. Januar 2006 im polnischen Krynica-Zdrój statt. Die Titelkämpfe fanden erstmals in Polen statt. Insgesamt wurden vier Europameistertitel vergeben, jeweils einer im Mehrkampf und in der Staffel bei Frauen und Männern. Ausrichter war die Internationale Eislaufunion (ISU).
Im Mehrkampf gewann bei den Frauen Ewgenija Radanowa aus Bulgarien ihren sechsten Titel, bei den Männern Nicola Rodigari aus Italien seinen zweiten. In den Staffelwettbewerben konnte sich das italienische Quartett zweimal durchsetzen, bei den Frauen vor Frankreich und Ungarn, bei den Männern vor Frankreich und Deutschland.

## Teilnehmende Nationen
Insgesamt nahmen 138 Athleten aus 24 Ländern an den Europameisterschaften teil, darunter 79 Männer und 59 Frauen.
| Teilnehmende Nationen (Frauen/Männer)                                                         | Teilnehmende Nationen (Frauen/Männer)                                                          | Teilnehmende Nationen (Frauen/Männer)                                                   | Teilnehmende Nationen (Frauen/Männer)                                                                   |
| --------------------------------------------------------------------------------------------- | ---------------------------------------------------------------------------------------------- | --------------------------------------------------------------------------------------- | --- |
| Belarus (2/5) Belgien (0/3) Bulgarien (5/2) Dänemark (0/1) Deutschland (5/5) Frankreich (5/5) | Großbritannien (2/5) Israel (2/2) Italien (5/5) Lettland (2/1) Litauen (0/1) Niederlande (5/5) | Österreich (1/4) Polen (5/5) Rumänien (2/5) Russland (5/5) Schweden (2/1) Schweiz (0/2) | Serbien und Montenegro (1/2) Slowakei (0/4) Slowenien (1/0) Tschechien (2/1) Ukraine (2/5) Ungarn (5/5) |

## Zeitplan
Der Zeitplan war parallel für Frauen und Männer wie folgt gestaltet.
Freitag, 20. Januar 2006
- 1500 m: Vorlauf, Halbfinale, Finale
- Staffel: Viertelfinale (nur Männer)

Samstag, 21. Januar 2006
- 500 m: Qualifikation, Vorlauf, Viertelfinale, Halbfinale, Finale
- Staffel: Halbfinale

Sonntag, 22. Januar 2006
- 1000 m: Vorlauf, Viertelfinale, Halbfinale, Finale
- 3000 m: Superfinale
- Staffel: Finale

## Ergebnisse

### Frauen

#### Mehrkampf
- In den Spalten 500 m, 1000 m, 1500 m und 3000 m ist erst angegeben, welche Platzierung der Athlet erreichte, dahinter in Klammern, wie viele Punkte er dafür erhielt.
- Jeder Athlet, der in ein Finale gekommen ist, erhält dort für seine Platzierung Punkte, von 34 Punkten für den ersten Platz geht es bis zu einem Punkt für den achten Platz. Tritt ein Athlet nicht an (DNS), wird er disqualifiziert (DSQ) oder erreicht er nicht das Ziel (DNF), bekommt er keine Punkte für den Allround-Wettbewerb.

| Rang | Name               | Punkte | 500 m  | 1000 m | 1500 m | 3000 m  |
| ---- | ------------------ | ------ | ------ | ------ | ------ | ------- |
| 1.   | Ewgenija Radanowa  | 107    | 1 (34) | 1 (34) | 1 (34) | 5 (5)   |
| 2.   | Arianna Fontana    | 55     | 2 (21) | 17 (0) | 3 (13) | 2 (21)  |
| 3.   | Katia Zini         | 50     | 6 (0)  | 4 (8)  | 4 (8)  | 1 (34)  |
| 4.   | Stéphanie Bouvier  | 34     | 9 (0)  | 2 (21) | 17 (0) | 3 (13)  |
| 5.   | Marta Capurso      | 34     | 10 (0) | 3 (13) | 2 (21) | DSQ (0) |
| 6.   | Tatjana Borodulina | 24     | 3 (13) | 9 (0)  | 6 (3)  | 4 (8)   |
| 7.   | Erika Huszár       | 11     | 4 (8)  | 10 (0) | 9 (0)  | 6 (3)   |
| 8.   | Liesbeth Mau Asam  | 7      | 5 (0)  | 5 (0)  | 5 (5)  | 7 (2)   |

#### Einzelstrecken
500 Meter
| Rang | Name               | Zeit         |
| ---- | ------------------ | ------------ |
| 1.   | Ewgenija Radanowa  | 45,174 s     |
| 2.   | Arianna Fontana    | 45,562 s     |
| 3.   | Tatjana Borodulina | 46,045 s     |
| 4.   | Erika Huszár       | 1:06,112 min |

Datum: 21. Januar 2006

1000 Meter
| Rang | Name              | Zeit         |
| ---- | ----------------- | ------------ |
| 1.   | Ewgenija Radanowa | 1:35,108 min |
| 2.   | Stéphanie Bouvier | 1:35,453 min |
| 3.   | Marta Capurso     | 1:35,520 min |
| 4.   | Katia Zini        | 1:35,613 min |

Datum: 22. Januar 2006

1500 Meter
| Rang | Name               | Zeit         |
| ---- | ------------------ | ------------ |
| 1.   | Ewgenija Radanowa  | 2:32,777 min |
| 2.   | Marta Capurso      | 2:33,010 min |
| 3.   | Arianna Fontana    | 2:33,499 min |
| 4.   | Katia Zini         | 2:33,943 min |
| 5.   | Liesbeth Mau Asam  | 2:34,506 min |
| 6.   | Tatjana Borodulina | 2:34,996 min |

Datum: 20. Januar 2006

3000 Meter Superfinale
| Rang | Name               | Zeit         |
| ---- | ------------------ | ------------ |
| 1.   | Katia Zini         | 5:20,949 min |
| 2.   | Arianna Fontana    | 5:27,801 min |
| 3.   | Stéphanie Bouvier  | 5:28,342 min |
| 4.   | Tatjana Borodulina | 5:29,496 min |
| 5.   | Ewgenija Radanowa  | 5:54,280 min |
| 6.   | Erika Huszár       | 5:59,099 min |
| 7.   | Liesbeth Mau Asam  | 6:25,689 min |
|      | Marta Capurso      | DSQ          |

Datum: 22. Januar 2006

#### Staffel
| Rang | Name                                                                          | Zeit         |
| ---- | ----------------------------------------------------------------------------- | ------------ |
| 1.   | ItalienKatia Zini Arianna Fontana Mara Zini Marta Capurso                     | 4:27,436 min |
| 2.   | FrankreichCéline Lecompère Myrtille Gollin Stéphanie Bouvier Choi Min-kyung   | 4:28,388 min |
| 3.   | UngarnErika Huszár Szandra Lajtos Bernadett Heidum Rózsa Darázs               | 4:30,274 min |
| 4    | RusslandJekaterina Belowa Nina Jewtejewa Tatjana Borodulina Marina Tretjakowa | 4:35,673 min |

Datum: 20. bis 22. Januar 2006

### Männer

#### Mehrkampf
- In den Spalten 500 m, 1000 m, 1500 m und 3000 m ist erst angegeben, welche Platzierung der Athlet erreichte, dahinter in Klammern, wie viele Punkte er dafür erhielt.
- Jeder Athlet, der in ein Finale gekommen ist, erhält dort für seine Platzierung Punkte, von 34 Punkten für den ersten Platz geht es bis zu einem Punkt für den achten Platz. Tritt ein Athlet nicht an (DNS), wird er disqualifiziert (DSQ) oder erreicht er nicht das Ziel (DNF), bekommt er keine Punkte für den Allround-Wettbewerb.

| Rang | Name                | Punkte | 500 m   | 1000 m | 1500 m | 3000 m  |
| ---- | ------------------- | ------ | ------- | ------ | ------ | ------- |
| 1.   | Nicola Rodigari     | 97     | 1 (34)  | 2 (21) | 1 (34) | 4 (8)   |
| 2.   | Fabio Carta         | 68     | 13 (0)  | 1 (34) | 10 (0) | 1 (34)  |
| 3.   | Pieter Gysel        | 63     | 2 (21)  | 9 (0)  | 2 (21) | 2 (21)  |
| 4.   | Nicola Franceschina | 26     | DSQ (0) | 19 (0) | 3 (13) | 3 (13)  |
| 5.   | Sergej Prankewitsch | 24     | 3 (13)  | 22 (0) | 4 (8)  | 6 (3)   |
| 6.   | Tyson Heung         | 15     | 4 (8)   | 11 (0) | 5 (5)  | 7 (2)   |
| 7.   | Maxime Châtaignier  | 13     | 27 (0)  | 4 (8)  | 18 (0) | 5 (5)   |
| 8.   | Thibaut Fauconnet   | 13     | DSQ (0) | 3 (13) | 9 (0)  | DSQ (0) |

#### Einzelstrecken
500 Meter
| Rang | Name                | Zeit     |
| ---- | ------------------- | -------- |
| 1.   | Nicola Rodigari     | 42,613 s |
| 2.   | Pieter Gysel        | 43,497 s |
| 3.   | Sergej Prankewitsch | 43,590 s |
| 4.   | Tyson Heung         | 43,919 s |
|      | Nicola Franceschina | DSQ      |

Datum: 21. Januar 2006

1000 Meter
| Rang | Name               | Zeit         |
| ---- | ------------------ | ------------ |
| 1.   | Fabio Carta        | 1:29,665 min |
| 2.   | Nicola Rodigari    | 1:29,898 min |
| 3.   | Thibaut Fauconnet  | 1:30,427 min |
| 4.   | Maxime Châtaignier | 1:42,147 min |

Datum: 22. Januar 2006

1500 Meter
| Rang | Name                | Zeit         |
| ---- | ------------------- | ------------ |
| 1.   | Nicola Rodigari     | 2:21,500 min |
| 2.   | Pieter Gysel        | 2:21,595 min |
| 3.   | Nicola Franceschina | 2:21,814 min |
| 4.   | Sergej Prankewitsch | 2:22,033 min |
| 5.   | Tyson Heung         | 2:22,171 min |
| 6.   | Cees Juffermans     | 2:22,177 min |
| 7.   | Wolodimyr Gregoriew | 2:22,473 min |
| 8.   | Tomas Greschner     | 2:22,728 min |

Datum: 20. Januar 2006

3000 Meter Superfinale
| Rang | Name                | Zeit         |
| ---- | ------------------- | ------------ |
| 1.   | Fabio Carta         | 5:14,510 min |
| 2.   | Pieter Gysel        | 5:14,522 min |
| 3.   | Nicola Franceschina | 5:15,089 min |
| 4.   | Nicola Rodigari     | 5:15,120 min |
| 5.   | Maxime Châtaignier  | 5:15,370 min |
| 6.   | Sergej Prankewitsch | 5:16,635 min |
| 7.   | Tyson Heung         | 5:25,637 min |
|      | Thibaut Fauconnet   | DSQ          |

Datum: 22. Januar 2006

#### Staffel
| Rang | Name                                                                                   | Zeit         |
| ---- | -------------------------------------------------------------------------------------- | ------------ |
| 1.   | ItalienFabio Carta Nicola Franceschina Nicola Rodigari Yuri Confortola                 | 6:58,658 min |
| 2.   | FrankreichThibaut Fauconnet Jean-Charles Mattei Maxime Châtaignier Matthieu de Boisset | 7:00,346 min |
| 3.   | DeutschlandSebastian Praus Thomas Bauer André Hartwig Tyson Heung                      | 7:00,427 min |
| 4.   | GroßbritannienJon Eley Paul Stanley Paul Worth Tom Iveson                              | 7:03,166 min |

Datum: 20. bis 22. Januar 2006

## Medaillenspiegel
| Platz  | Land        | Gold | Silber | Bronze | Gesamt |
| ------ | ----------- | ---- | ------ | ------ | ------ |
| 1      | Italien     | 3    | 2      | 1      | 6      |
| 2      | Bulgarien   | 1    | –      | –      | 1      |
| 3      | Frankreich  | –    | 2      | –      | 2      |
| 4      | Belgien     | –    | –      | 1      | 1      |
| 4      | Deutschland | –    | –      | 1      | 1      |
| 4      | Ungarn      | –    | –      | 1      | 1      |
| Gesamt | Gesamt      | 4    | 4      | 4      | 12     |